# Akera soluta
Akera soluta is een slakkensoort uit de familie van de Akeridae. De wetenschappelijke naam van de soort is voor het eerst geldig gepubliceerd in 1791 door Gmelin.